# Cardenal Caro
Cardenal Caro is een provincie van Chili in de regio Libertador General Bernardo O'Higgins. De provincie telde 45.866 inwoners in 2017 en heeft een oppervlakte van 3325 km². Hoofdstad is Pichilemu.

## Gemeenten
Cardenal Caro is verdeeld in zes gemeenten:
- La Estrella
- Litueche
- Marchihue
- Navidad
- Paredones
- Pichilemu